# Podkopná Lhota
Podkopná Lhota là một làng thuộc huyện Zlín, vùng Zlínský, Cộng hòa Séc.